# Osnabrück Hauptbahnhof
Osnabrück Hauptbahnhof ist der Hauptbahnhof der niedersächsischen Stadt Osnabrück. Er wurde 1895 als heute einziger in Niedersachsen noch existierender Turmbahnhof in zwei Ebenen konzipiert und dient als Knotenpunkt für den Fern- und Regionalverkehr, der täglich von 20.000 Reisenden und Besuchern genutzt wird.

## Geschichte des Bahnhofs

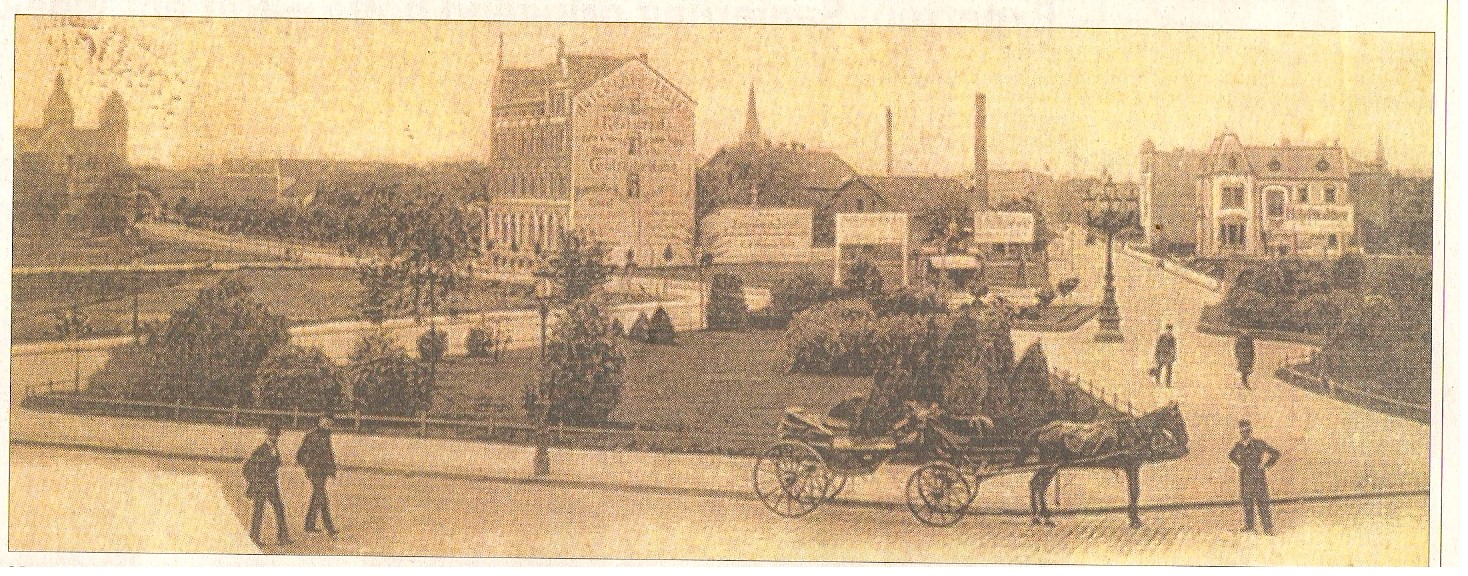
Blick aus dem Bahnhofsgebäude auf den Bahnhofsvorplatz um 1900

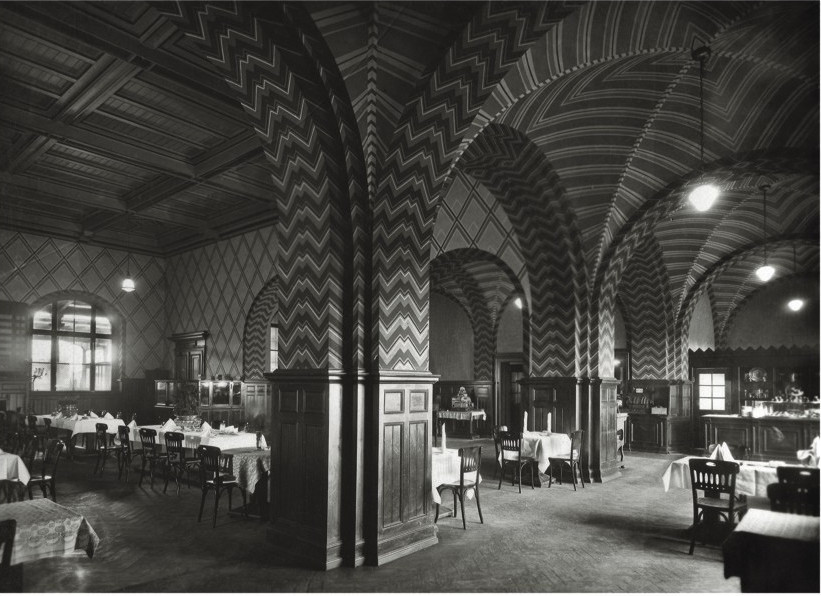
Wartesaal der 1. und 2. Klasse im Jahre 1925

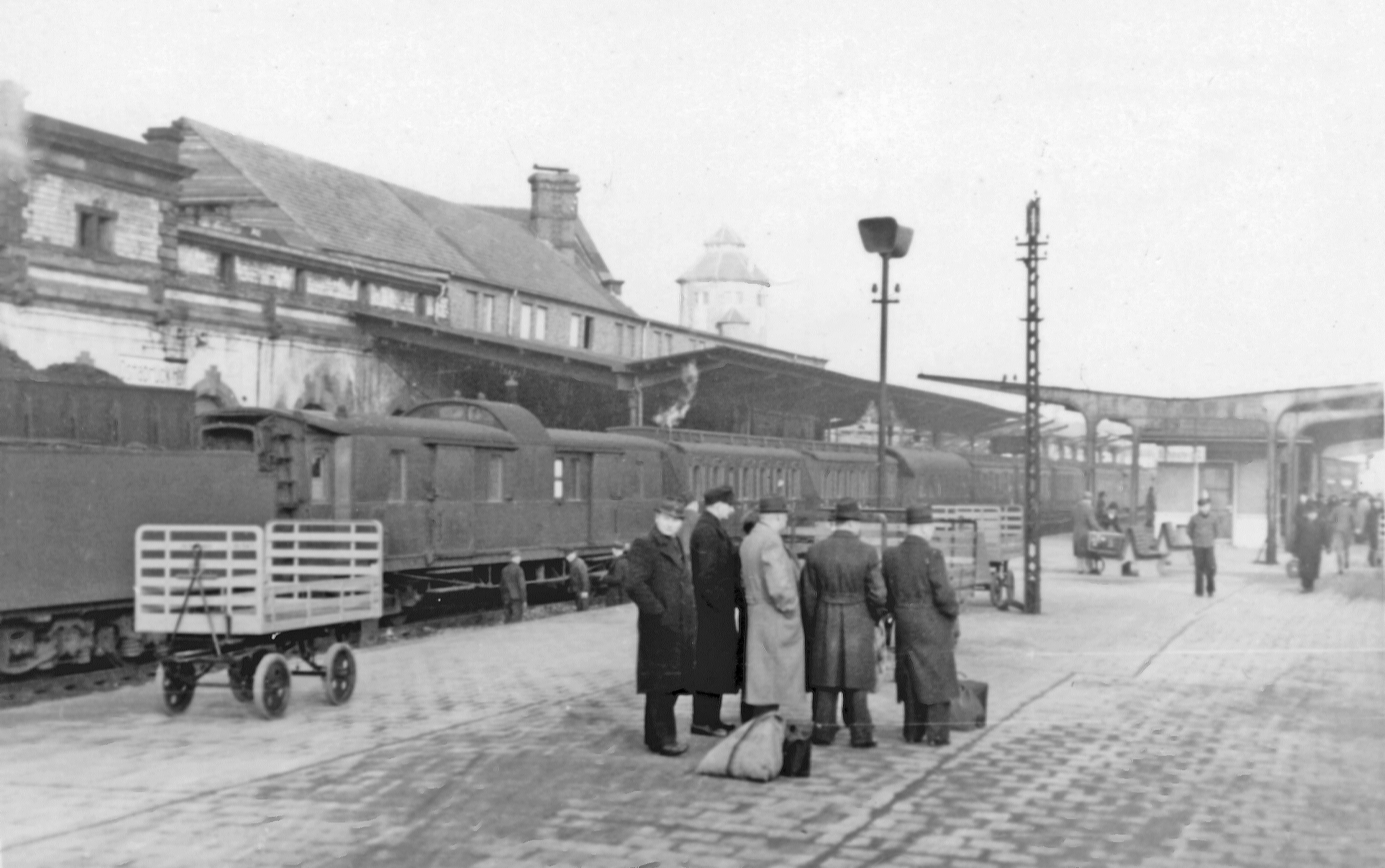
Bahnsteigszene (Bahnsteig 2/3) im Jahr 1952

Der Hauptbahnhof Osnabrück wurde am 24. April 1895 als „Centralbahnhof“ durch Kaiser Wilhelm II. feierlich eröffnet. Hier überquerte mit 5,85 Metern Höhenunterschied die Hamburg-Venloer Bahn die Hannoversche Westbahn, weshalb man sich für die Bauform eines Turmbahnhofs entschied.
Er ersetzte den westlich liegenden Hannoverschen Bahnhof an der Bahnstrecke Löhne–Rheine sowie den knapp nördlich des neuen Bahnhofs liegenden Bremer Bahnhof an der Bahnstrecke Bremen-Münster. In dem nun dem Hauptbahnhof angegliederten Bremer Bahnhof fanden nach einem ersten Test 1907 im Bahnhof Ibbenbüren weitere Versuche zur Entwicklung des Bremsprellbocks statt. Diesen hatte der Osnabrücker Ingenieur Franz Rawie zuvor entworfen und patentieren lassen.
Bis zur Höherlegung der Bahnstrecken ab 1904 befand sich die Stadt in einer als Eisernen Ring betitelten Einkreisung durch die verschiedenen Bahnstrecken, welcher durch die zahlreichen Bahnübergänge den Straßenverkehr stark beeinträchtigten. Nördlich des Hauptbahnhofs am Bremer Bahnhof befand sich der Bahnübergang der Buerschen Straße, welcher durch die zahlreichen Züge, aber auch durch Fahrten zum Bahnbetriebswerk Kamerun im Schinkel häufig und lange geschlossen war. 1911 wurde begonnen eine Einschnitt durch den hier liegenden Klushügel zu graben, da eine Höherlegung der Bahnstrecke aufgrund des Klushügels nicht möglich war. Erschwerend kam hinzu, dass der Bremer Bahnhof noch als Güter- und Rangierbahnhof genutzt wurde und deshalb erhalten werden musste. So wurde der Einschnitt in S-Form um den Bremer Bahnhof durch den Klushügel gegraben und im Mai 1913 dem Verkehr übergeben. Der als Osnabrücker Grand Canyon betitelte Einschnitt wird später auch als Einstieg in Luftschutzstollen verwendet und wird noch heute durch die Buersche Straße genutzt.
Ebenfalls 1913 wurde der Unterführungstunnel zu den Bahnsteigen der oberen Ebene angelegt. Der zuständige Oberbaurat der Eisenbahndirektion Schellenberg ließ während dieser Baumaßnahmen auch die Schalterhalle und Wartesäle neu ordnen.
Die Tecklenburger Nordbahn konnte nach der Umspurung der Strecke ab dem 30. März 1935 mit Personenzügen bis zum Hauptbahnhof verkehren. Der Personenverkehr auf dieser Strecke wurde zwischen Osnabrück und Mettingen zum 25. September 1965 aufgegeben.
Die Bundesbahn beschloss 1963 ein großes Modernisierungsprogramm für den Osnabrücker Hauptbahnhof. Dieses mit 40 Millionen DM ausgelegte Programm umfasste die Elektrifizierung der großen Hauptstrecken und die Modernisierung der Stellwerke. Der Bau des Zentralstellwerkes „Of“ (Osnabrück-Fahrdienstleitung) wurde im August 1963 begonnen, die Inbetriebnahme des Stellwerkes erfolgte am 4. September 1966. Dieses Stellwerk ersetzte zehn kleinere Stellwerke rund um den Hauptbahnhof. Im und um den Osnabrücker Hauptbahnhof verschwanden durch das neue Spurplan-Drucktasten-Stellwerk auch die Formsignale, die durch Lichtsignale ersetzt wurden.
Eine Woche nach der Inbetriebnahme des neuen Zentralstellwerkes erreichte am 12. September 1966 der erste mit einer Elektrolokomotive bespannte Zug aus Richtung Münster die Stadt. Dieser wurde am Gleis 1 durch Ferdinand Erpenbeck sowie den Bundesverkehrsminister Hans-Christoph Seebohm in Empfang genommen, welche mit ihm die Eröffnungsfahrt nach Münster unternahmen. Der nördliche Teil der Rollbahn in Richtung Bremen wurde 1968 elektrifiziert, die Bahnstrecke Löhne–Rheine erfolgte am 29. September 1974 in Richtung Rheine und am 30. Mai 1976 in Richtung Löhne. Das Dampflokzeitalter endete in Osnabrück 1977 mit Umstellung der letzten Züge auf Diesel- bzw. Elektrobetrieb.
Zum 1. Juni 1984 wurde der Personenzugverkehr nach Bielefeld über den Haller Willem eingestellt.

### Seit 2000

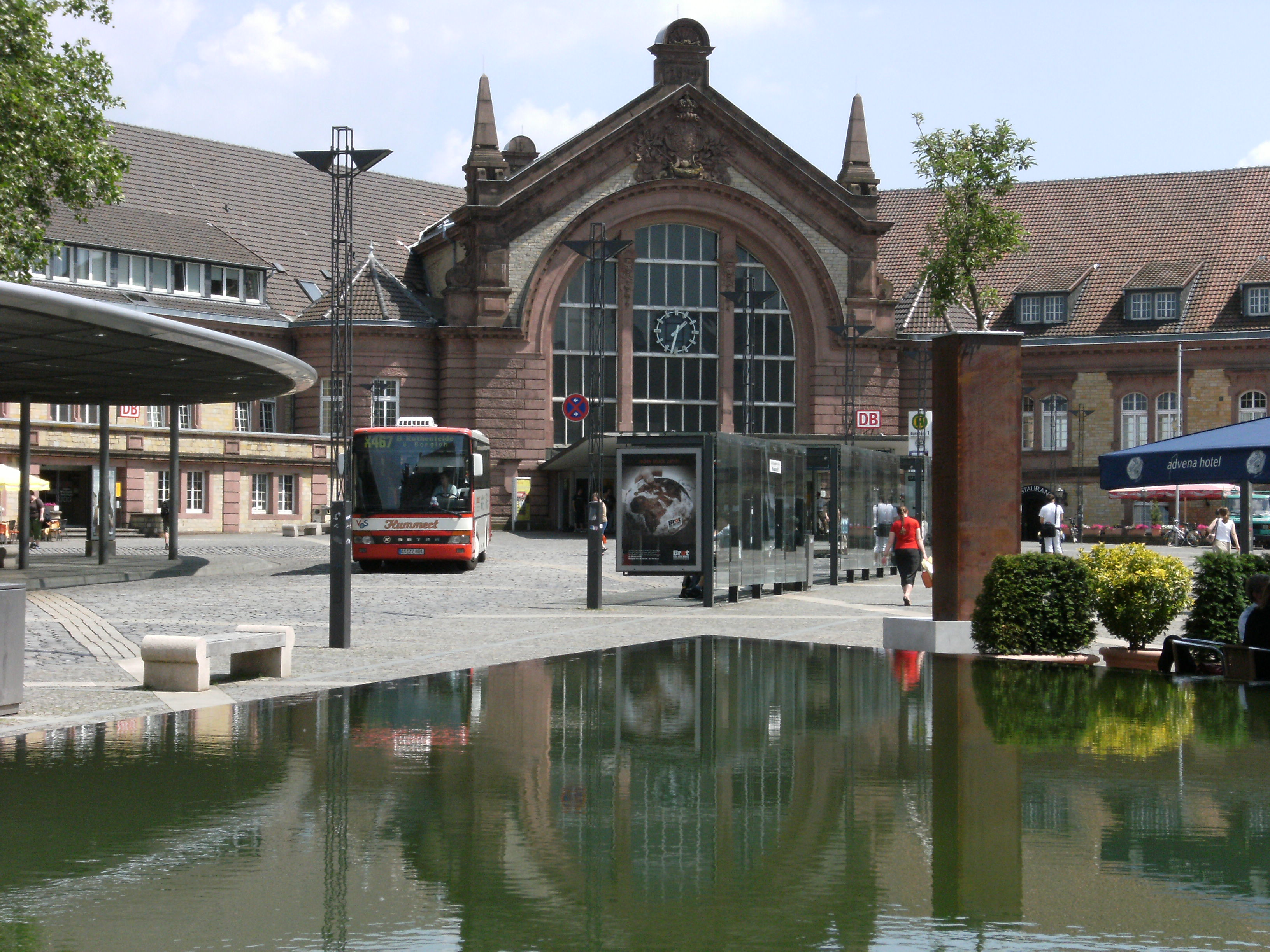
Hauptbahnhof und Theodor-Heuss-Platz mit Busbahnhof, im Vordergrund ein nicht mehr vorhandenes Wasserbecken

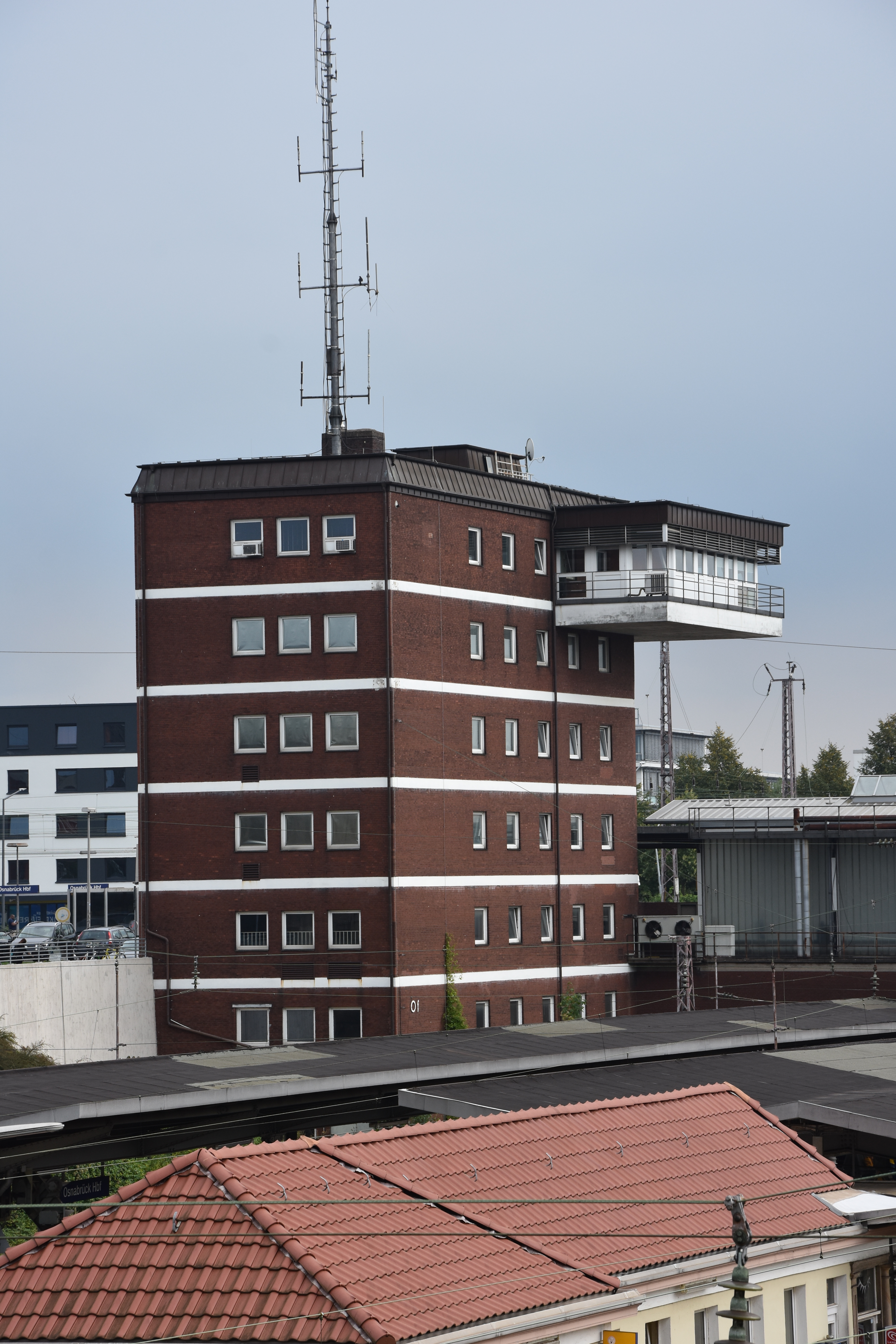
Von 1966 bis 2023 war das Stellwerk „Of“ für den Fahrbetrieb des Bahnhofs zuständig

Seit dem 1. November 2001 kann das neu errichtete Parkhaus Bahnhofsgarage genutzt werden, das auch einen Zugang zum Gleis 1 besitzt. Für 20 Millionen DM wurde das 700 Stellplätze fassende Parkhaus vom städtischen Parkraumbetreiber OPG errichtet.
Im Rangierbahnhof im Fledder kam es am 16. Februar 2002 um 1:30 Uhr aufgrund eines Schienenbruchs zu einer Entgleisung eines Güterzuges. Ein Kesselwagen mit 60 Tonnen Acrylnitril schlug Leck und entzündete sich. Erneut entgleiste am 17. März 2004 ein Güterzug im Bahnhof, jedoch nun auf der oberen Ebene im Schinkel. Auch dieses Mal geriet ein Kesselwagen in Brand und musste gelöscht werden.
Der 1984 eingestellte Personenverkehr über den Haller Willem wurde nach der erfolgreichen Reaktivierung zum 12. Juni 2005 wieder aufgenommen.
Vor dem Katholikentag 2008 in Osnabrück wurden Aufzugsanlagen angelegt, die zu den Bahnsteigen führen. Zuvor gab es für die unteren Bahnsteige nur Gepäckaufzüge, die nun durch neue Personenaufzüge ersetzt wurden. An den oberen Bahnsteigen gab es vor den Aufzügen nur Gepäckbänder, die zum Gleistunnel führten. Diese wurden entfernt, als die Aufzüge montiert wurden.
Im Rahmen des Konjunkturprogramms 1 wurde das Bahnhofsgebäude im Jahr 2010 saniert. So wurden in Absprache mit dem Denkmalschutz weiße Kunststofffenster durch braune Holzfenster ersetzt. Diese Holzfenster entsprechen nicht nur dem ursprünglichen Aussehen des Bahnhofs, sondern erfüllen auch moderne Energiesparauflagen. Auch der Innenraum der Bahnhofshalle sowie die Säulen in der Halle erhielten einen neuen Anstrich.
Das Drucktastenstellwerk Of von 1966 ging am 21. Oktober 2023 außer Betrieb. Es wurde durch die neuen elektronischen Stellwerke „HOOX“ für die obere Ebene und „HOUX“ für die untere Ebene ersetzt.

## Anlage
| \| \| Strecke von Bremen \| \| \| \| \| ehm. Bahnstrecke von Damme \| \| \| \| \| Bahnstrecke von Delmenhorst \| \| \| \| \| Bahnstrecke von Oldenburg \| Rieste \| Rieste \| \| \| Ankum-Bersenbrücker Eisenbahn \| Bohmte \| Bohmte \| \| \| Hase \| Bersenbrück \| Bersenbrück \| \| \| Bahnstrecke nach Holzhausen \| Alfhausen \| Alfhausen \| \| \| \| \| \| \| \| \| Hesepe \| \| \| \| \| Bramsche \| \| \| \| Mittellandkanal \| \| \| \| \| \| Achmer \| \| \| \| Grenze NRW-Niedersachsen \| \| \| \| \| Bahnstrecke von Recke \| Halen (NRW) \| Halen (NRW) \| \| \| Neue Einfädlung (seit 1989) \| \| \| \| \| Grenze NRW-Niedersachsen \| Ostercappeln \| Ostercappeln \| \| \| Alte Einfädlung (bis 1989) \| Vehrte \| Vehrte \| \| \| Abzw Piesberger Zechenbahn \| Belm \| Belm \| \| \| ehm. Kleinbahnhof Eversburg (bis 1935) \| Zechenbahnhof \| Zechenbahnhof \| \| \| Bahnstrecke von Rheine \| Vorbahnhof \| Vorbahnhof \| \| \| Piesberger Lückenschluss (seit 2013) \| Eversburg (Keilbahnhof) \| Eversburg (Keilbahnhof) \| \| \| \| Hafen Osnabrück \| \| \| \| \| Osnabrück-Altstadt \| \| \| \| Abz. Hafenbahn \| Bahnbetriebswerk „Kamerun“ \| Bahnbetriebswerk „Kamerun“ \| \| \| \| Hannoverscher Bahnhof \| \| \| \| Ansch. KME \| \| \| \| \| „Kluskurve“ \| \| \| \| \| „Schinkelkurve“ \| \| \| \| \| \| \| \| \| \| \| Osnabrück Hbf (Turmbahnhof) \| \| \| \| \| Osnabrück Rbh \| \| \| \| „Münsterkurve“ \| Lüstringen \| Lüstringen \| \| \| Bahnstrecke von Löhne \| Osnabrück-Rosenplatz (geplant) \| Osnabrück-Rosenplatz (geplant) \| \| \| \| Osnabrück-Hörne \| \| \| \| Bahnstrecke nach Bielefeld \| Sutthausen \| Sutthausen \| \| \| Brücke (bis 1926) \| \| \| \| \| \| Hasbergen \| \| \| \| Bahnstrecke von Georgsmarienhütte \| Wulfskotten \| Wulfskotten \| \| \| Verbindungskurve Umgehungsbahn (1944–1949) \| \| \| \| \| Perm-Bahn von Velpe \| Natrup-Hagen \| Natrup-Hagen \| \| \| Strecke nach Münster \| \| \| |                                            |                                |                                |
| Strecke | Strecke von Bremen                         |                                |                                |
| Strecke quer (außer Betrieb) · Strecke quer (außer Betrieb) · Strecke quer (außer Betrieb) · Strecke quer (außer Betrieb) · Kreuzung geradeaus unten (Querstrecke außer Betrieb) · Strecke von rechts (außer Betrieb) | ehm. Bahnstrecke von Damme                 |                                |                                |
| Strecke quer · Strecke quer · Strecke von rechts · Strecke · Strecke (außer Betrieb) | Bahnstrecke von Delmenhorst                |                                |                                |
| Strecke quer · Strecke von rechts · Haltepunkt / Haltestelle · Abzweig geradeaus und nach links · Abzweig ehemals geradeaus und von rechts | Bahnstrecke von Oldenburg                  | Rieste                         | Rieste                         |
| Strecke quer · Abzweig geradeaus und von rechts · Strecke · Bahnhof · Dienststation / Betriebs- oder Güterbahnhof | Ankum-Bersenbrücker Eisenbahn              | Bohmte                         | Bohmte                         |
| Bahnhof · Brücke über Wasserlauf · Abzweig geradeaus und von links · Abzweig geradeaus und nach rechts | Hase                                       | Bersenbrück                    | Bersenbrück                    |
| Dienststation / Betriebs- oder Güterbahnhof · Strecke · Strecke · Strecke nach links | Bahnstrecke nach Holzhausen                | Alfhausen                      | Alfhausen                      |
| Abzweig geradeaus und von links · Strecke nach rechts · Strecke |                                            |                                |                                |
| Bahnhof · Strecke |                                            | Hesepe                         | Hesepe                         |
| Bahnhof · Strecke |                                            | Bramsche                       | Bramsche                       |
| Brücke über Wasserlauf · Brücke über Wasserlauf | Mittellandkanal                            |                                |                                |
| Bahnhof · Strecke |                                            | Achmer                         | Achmer                         |
| Grenze · Strecke | Grenze NRW-Niedersachsen                   |                                |                                |
| Strecke von rechts · Haltepunkt / Haltestelle · Strecke | Bahnstrecke von Recke                      | Halen (NRW)                    | Halen (NRW)                    |
| Abzweig ehemals geradeaus und nach links · Abzweig geradeaus und von rechts · Strecke | Neue Einfädlung (seit 1989)                |                                |                                |
| Grenze (Strecke außer Betrieb) · Grenze · Dienststation / Betriebs- oder Güterbahnhof | Grenze NRW-Niedersachsen                   | Ostercappeln                   | Ostercappeln                   |
| Abzweig geradeaus und nach links (Strecke außer Betrieb) · Abzweig geradeaus und ehemals von rechts · Dienststation / Betriebs- oder Güterbahnhof | Alte Einfädlung (bis 1989)                 | Vehrte                         | Vehrte                         |
| Strecke (außer Betrieb) · Abzweig geradeaus und von links · Strecke unter Wasserlauf Anfang Hochstrecke, Ende Hochstrecke und quer · Strecke von rechts · Dienststation / Betriebs- oder Güterbahnhof | Abzw Piesberger Zechenbahn                 | Belm                           | Belm                           |
| Haltepunkt / Haltestelle Streckenende (Strecke außer Betrieb) · Dienststation / Betriebs- oder Güterbahnhof · Dienststation / Betriebs- oder Güterbahnhof · Strecke | ehm. Kleinbahnhof Eversburg (bis 1935)     | Zechenbahnhof                  | Zechenbahnhof                  |
| Strecke quer · Abzweig geradeaus und von rechts · Strecke · Dienststation / Betriebs- oder Güterbahnhof | Bahnstrecke von Rheine                     | Vorbahnhof                     | Vorbahnhof                     |
| ehemaliger Bahnhof · Strecke · Strecke | Piesberger Lückenschluss (seit 2013)       | Eversburg (Keilbahnhof)        | Eversburg (Keilbahnhof)        |
| Strecke von links · Strecke nach rechts · Dienststation / Betriebs- oder Güterbahnhof · Strecke |                                            | Hafen Osnabrück                | Hafen Osnabrück                |
| Haltepunkt / Haltestelle · Strecke von links · Strecke quer · Strecke nach rechts · Strecke |                                            | Osnabrück-Altstadt             | Osnabrück-Altstadt             |
| Abzweig geradeaus und von links · Strecke nach rechts · Abzweig geradeaus und von links · Betriebs-/Güterbahnhof Streckenende und quer | Abz. Hafenbahn                             | Bahnbetriebswerk „Kamerun“     | Bahnbetriebswerk „Kamerun“     |
| Dienststation / Betriebs- oder Güterbahnhof · Strecke |                                            | Hannoverscher Bahnhof          | Hannoverscher Bahnhof          |
| Abzweig geradeaus und von links · Strecke von links · Strecke quer · Strecke nach rechts | Ansch. KME                                 |                                |                                |
| Strecke · Strecke von links · Abzweig geradeaus und nach rechts | „Kluskurve“                                |                                |                                |
| Strecke · Strecke · Abzweig geradeaus und von links · Strecke quer · Strecke von rechts | „Schinkelkurve“                            |                                |                                |
| |                                            |                                |                                |
| Strecke nach links · Abzweig quer und nach rechts · Turmbahnhof geradeaus oben · Abzweig quer, von links und von rechts · Abzweig quer, nach links, nach rechts und von links · Strecke von rechts |                                            | Osnabrück Hbf (Turmbahnhof)    | Osnabrück Hbf (Turmbahnhof)    |
| Strecke · Dienststation / Betriebs- oder Güterbahnhof · Strecke · Strecke |                                            | Osnabrück Rbh                  | Osnabrück Rbh                  |
| Abzweig geradeaus, nach links und von links · Abzweig quer und nach links · Strecke nach rechts · ehemaliger Haltepunkt / Haltestelle | „Münsterkurve“                             | Lüstringen                     | Lüstringen                     |
| ehemaliger Haltepunkt / Haltestelle · Strecke nach links | Bahnstrecke von Löhne                      | Osnabrück-Rosenplatz (geplant) | Osnabrück-Rosenplatz (geplant) |
| Dienststation / Betriebs- oder Güterbahnhof |                                            | Osnabrück-Hörne                | Osnabrück-Hörne                |
| Abzweig geradeaus und nach links · Haltepunkt / Haltestelle quer · Strecke quer · Strecke quer | Bahnstrecke nach Bielefeld                 | Sutthausen                     | Sutthausen                     |
| Strecke von links (außer Betrieb) · Kreuzung geradeaus unten (Querstrecke außer Betrieb) · Strecke von rechts (außer Betrieb) | Brücke (bis 1926)                          |                                |                                |
| Strecke (außer Betrieb) · Bahnhof · Strecke (außer Betrieb) |                                            | Hasbergen                      | Hasbergen                      |
| Strecke (außer Betrieb) · Abzweig geradeaus und von links · Abzweig quer und ehemals nach links · ehemaliger Haltepunkt / Haltestelle quer · Strecke quer | Bahnstrecke von Georgsmarienhütte          | Wulfskotten                    | Wulfskotten                    |
| Abzweig geradeaus und von links (Strecke außer Betrieb) · Abzweig geradeaus und ehemals von rechts | Verbindungskurve Umgehungsbahn (1944–1949) |                                |                                |
| Strecke quer (außer Betrieb) · Strecke nach rechts (außer Betrieb) · Haltepunkt / Haltestelle | Perm-Bahn von Velpe                        | Natrup-Hagen                   | Natrup-Hagen                   |
| Strecke | Strecke nach Münster                       |                                |                                |

In der oberen Ebene verläuft von Nordosten nach Südwesten die zweigleisige, elektrifizierte Hauptbahn Hamburg – Bremen – Ruhrgebiet (Bahnstrecke Wanne-Eickel–Hamburg), die sich mit der in der unteren Ebene von West nach Ost verlaufenden zweigleisigen, elektrifizierten Hauptbahn Amsterdam – Hannover – Berlin (Bahnstrecke Löhne–Rheine) kreuzt. Über einen Ring sind die Gleise der oberen und unteren Bahnsteige über den Stadtteil Schinkel miteinander verbunden.
Außerdem zweigen zwei nicht elektrifizierte, eingleisige Strecken ab. Die eine in Richtung Südosten nach Bielefeld (Bahnstrecke Osnabrück–Bielefeld), die andere in Richtung Norden. Diese gabelt sich in Hesepe in zwei Strecken: einerseits die Strecke nach Wilhelmshaven über Cloppenburg – Oldenburg (Oldb) (Bahnstrecke Oldenburg–Osnabrück), andererseits die Strecke nach Delmenhorst über Vechta (Bahnstrecke Delmenhorst–Hesepe). Ferner zweigt bei Osnabrück–Eversburg die Bahnstrecke nach Westerkappeln–Recke ab.

### Bahnhofsgebäude
Das Bahnhofsgebäude wurde 1890–1894 u. a. von Friedrich Schultze geplant und gebaut. 1895 fertiggestellt ist das Bahnhofsgebäude trotz starker Beschädigung im Zweiten Weltkrieg heute noch weitestgehend in seiner historischen Bausubstanz erhalten.
Die 14 mal 28 Meter große Haupthalle besitzt an der zum Bahnhofsvorplatz gerichteten Südwestseite eine Rundbogenfenster-Schaufassade mit einer 64 m³ großen Fensterfläche.
Gastronomie
Der Bahnhofswirt Schorn richtete das damals als einer der besten Adressen der Stadt geltenden Bahnhofsrestaurant Schorn'scher Speisesaal im neuen Bahnhof ein. Heute befindet sich hier ein Wartesaal.

### Gleisaufteilung

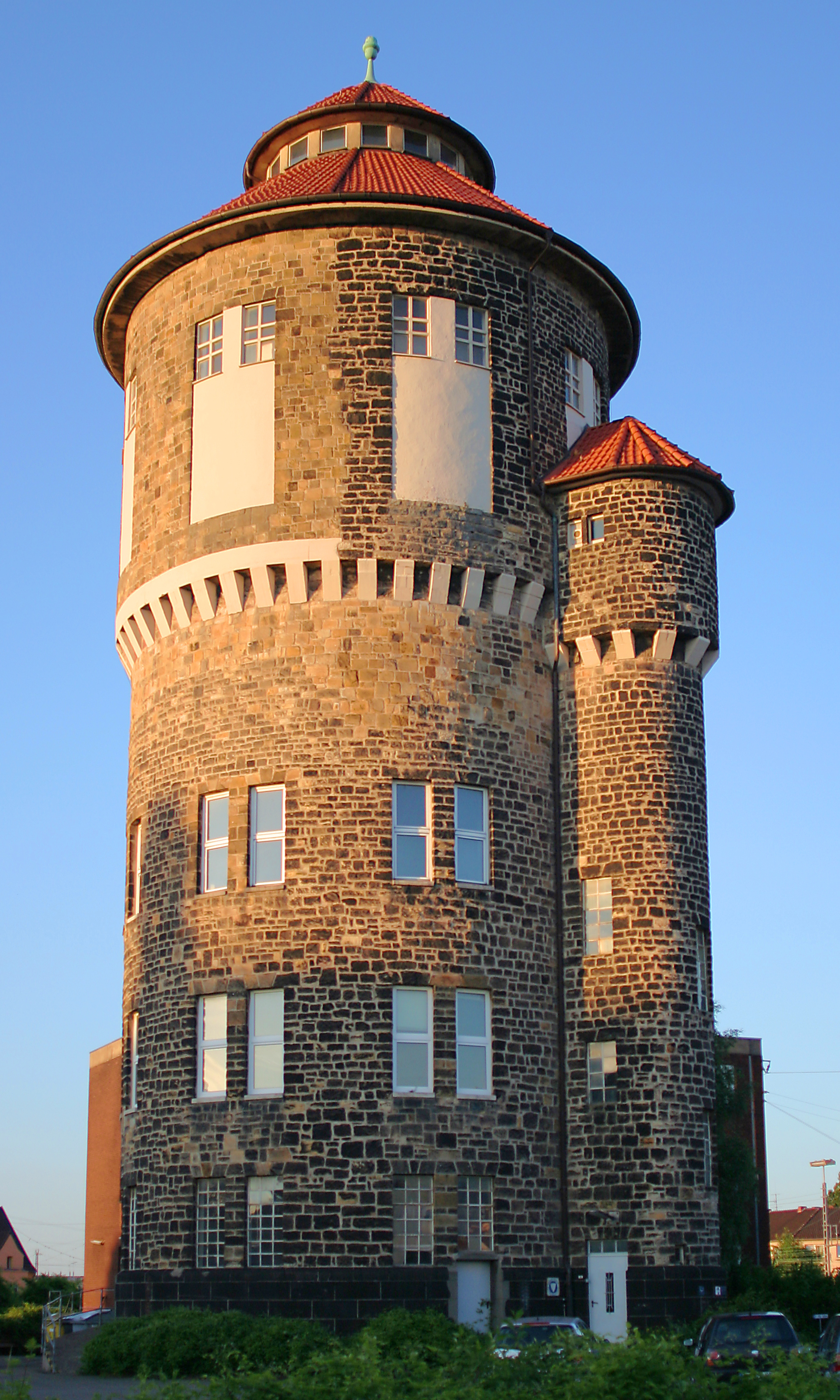
Hauptbahnhof Osnabrück, Wasserturm

Obere Ebene, Personenverkehr Gleise 1–5
- Gleis 1: ERB nach Münster (Westf) (RB66); Ankunft RE9 von Bremen/Bremerhaven
- Gleis 2: Fernzüge Richtung Ruhrgebiet
- Gleis 3: Fernzüge nach Hamburg, Intercity Münster–Berlin, Ankunft RB66 von Münster (Westf.)
- Gleis 4: RE nach Düsseldorf (RE2)
- Gleis 5 Süd: NWB nach Halle (Westf.) und Bielefeld (RB75)
- Gleis 5 Nord: RE nach Bremen/Bremerhaven (RE9)

Außerdem sind noch drei bahnsteiglose Durchgangsgleise vorhanden.
Untere Ebene; Personenverkehr Gleise 11–14
- Gleis 11: Fernzüge nach Hannover und Berlin, WFB nach Braunschweig (RE60), RE nach Löhne (RE 62), ERB nach Herford und Bielefeld (RB 61)
- Gleis 12: Fernzüge nach Amsterdam, WFB nach Rheine (RE60), RE nach Rheine (RE 62), ERB nach Hengelo (RB 61)
- Gleis 13/14: NWB nach Oldenburg und Wilhelmshaven (RE18) sowie Vechta und Bremen (RB58) (über Delmenhorst)

Es gab in der unteren Ebene (vor Gleis 11) auch noch ein Gleis mit einem Güterbahnsteig. Zusätzlich sind zwei Durchgangsgleise südlich der Bahnsteige vorhanden.
Alle Bahnsteige sind barrierefrei mit Aufzügen erreichbar. Die Empfangshalle verfügt über direkte Zugänge zu den Bahnsteigen der Gleise 1–5 durch einen Personentunnel. Die Bahnsteige der Gleise 11–14 (untere Ebene) sind über den Hausbahnsteig 1 mittels Treppen und Aufzügen erreichbar, zusätzlich gibt es direkte Treppenverbindungen für Umsteiger zwischen den anderen beiden Bahnsteigen der oberen mit denen der unteren Ebene.

### Bahnhofsvorplatz
Vor dem Bahnhof befindet sich der Bahnhofsvorplatz, welcher den Namen des ersten deutschen Bundespräsidenten, Theodor Heuss, trägt.
Siehe Hauptartikel: Theodor-Heuss-Platz (Osnabrück)

### Humboldtbrücke
Im westlichen Bereich der unteren Ebene überquert die 100 Meter lange Humboldtbrücke die Gleise und Bahnsteige. Durch die nur für Fußgänger und Radfahrer nutzbare Brücke gelangt man von der Buerschen Straße auf den vor dem Bahnhof gelegenen Theodor-Heuss-Platz. Die nördliche Brückenseite endet auf dem höher gelegenen Klushügel, weshalb hier die Brücke ebenerdig betreten werden kann. An der Südseite, welche am Bahnhofsvorplatz liegt, muss ein Höhenunterschied durch die Treppe oder einen Aufzug überwunden werden. Bis kurz vor der Eröffnung des Aufzuges durch den damaligen Bürgermeister Boris Pistorius am 1. Dezember 2010 musste der Höhenunterschied mittels einer steilen Rampe oder einer alten Stahlbetontreppe überwunden werden. Die alte Treppe wurde durch eine moderne Stahltreppe, die Rampe durch einen Aufzug ersetzt.
Die 1990 aus Bongossiholz gebaute Brücke ersetzte eine im Jahr 1953 gebaute Brücke aus Spannbeton. Die Spannbetonbrücke, welche 1988 wegen Einsturzgefahr ersetzt werden musste, hatte wiederum bei ihrem Bau eine Vorkriegsbrücke aus Stahlbeton ersetzt.
Bei dem Bau der Holzbrücke 1990 versprach man sich durch die Nutzung des Tropenholzes eine längere Lebensdauer gegenüber einem Bauwerk aus Stahlbeton. Jedoch wurden keine vernünftigen Wasserableiter beim Bau berücksichtigt, so dass die Brücke aktuell erneut ersetzt werden muss. In Zukunft soll nun eine Edelstahlbrücke über den Gleisen verlaufen. Da bislang trotz der Möglichkeit des Anschlusses der Bahnsteige an die Brücke mittels einer Treppe dieses nicht erfolgt ist, soll dieses eventuell beim Neubau berücksichtigt werden. Dieses hätte den Vorteil, dass die Innenstadt von den Bahnsteigen 11/12 und 13/14 schneller zu erreichen wäre, da der Umweg durch das Bahnhofsgebäude entfiele.

### Verbindungskurven
Die obere und die untere Gleisebene sind über mehrere Verbindungskurven miteinander verbunden. Die älteste Verbindungskurve stellt die Kluskurve nordwestlich des Bahnhofs dar. Sie wird ausschließlich im Güterverkehr genutzt. Südöstlich, am ehemaligen Güterbahnhof, verlaufen die Münster- und Bremerkurve. Nordöstlich, durch den Stadtteil Schinkel verlaufend, befindet sich die Schinkelkurve, welche sich in der unteren Ebene in die Löhner- und Stahlwerkskurve aufteilt.

### Schinkelkurve
Die Schinkelkurve wurde 1906 als Verbindung der Unteren- mit der Oberen Bahnhofsebene erbaut. Die Inbetriebnahme erfolgte am 1. Oktober 1908.
Nachdem die Brücke der Schinkelkurve über die Tiefstraße nach 116 Jahren das Ende ihrer technischen Nutzungsdauer erreicht hatte, wurde 2022 mit einem Ersatzbau begonnen. Der Ersatz einer weiteren Brücke über die Eisenbahnstraße erfolgt ab 2026.

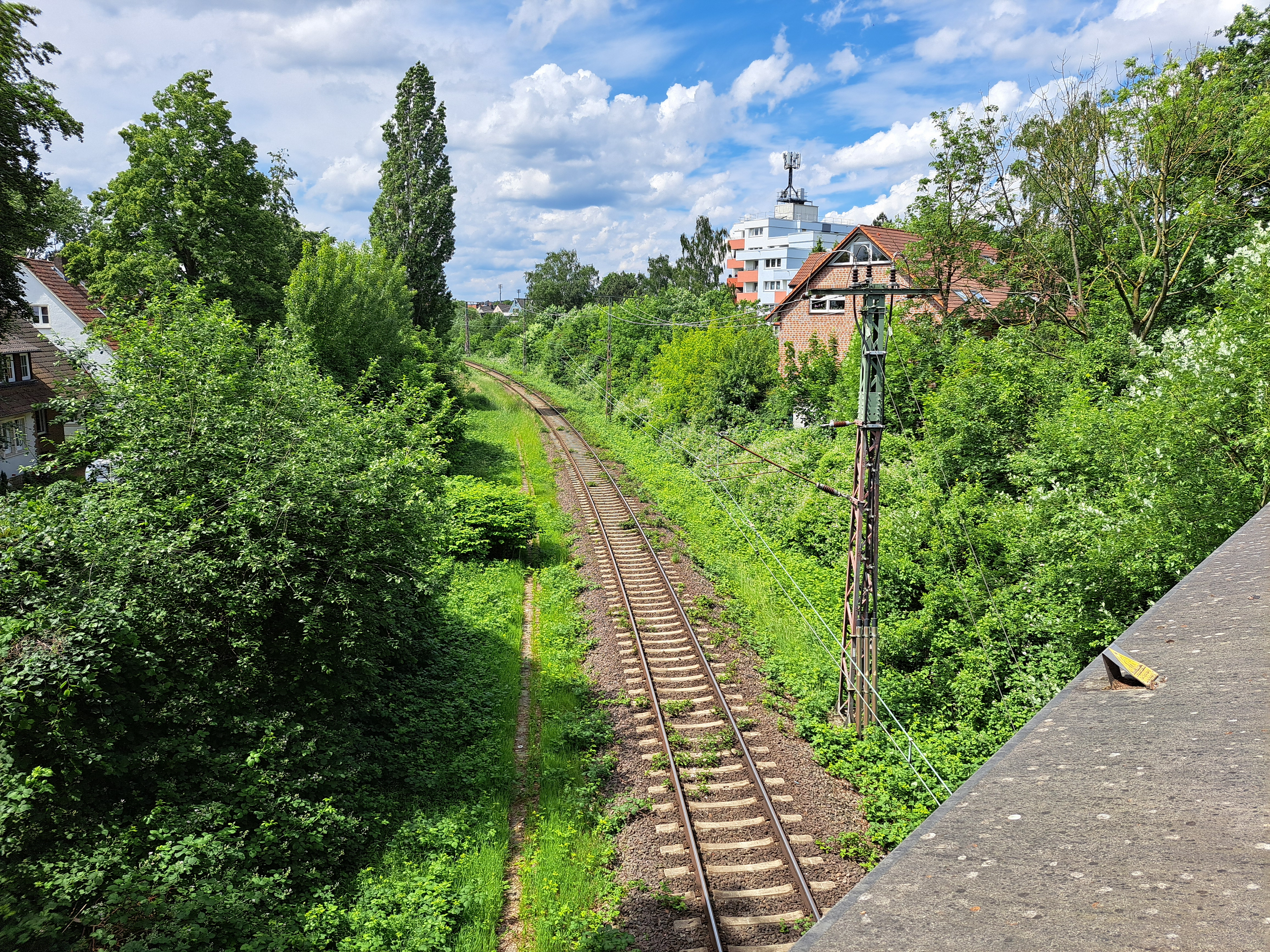
Schinkelkurve im Osnabrücker Stadtteil Schinkel. Sie verbindet die Nord-Süd-Strecke von Münster nach Bremen mit der Ost-West-Strecke von Rheine nach Hannover

### Ringlokschuppen
Der 1913 durch die Preußische Staatseisenbahn errichtete Ringlokschuppen steht seit 1996 unter Denkmalschutz. Er war Teil des Neubauprojektes um den Güter- und Rangierbahnhof, östlich des Hauptbahnhofes. Nachdem 1973 die beiden Osnabrücker Bahnbetriebswerke zusammengefasst wurden, ist der Standort Fledder, an welchem sich der Lokschuppen befindet, 1985 aufgegeben worden. Das Gebäude bot 34 Lokomotiven Platz. Vor dem Lokschuppen befand sich eine seltene Doppeldrehscheibe, mit welcher die Dampflokomotiven an die Stellplätze gedreht wurden.
2019 wurde bekannt, dass die Aloys & Brigitte Coppenrath Stiftung den Lokschuppen gekauft hat und ihn zu einem Innovationsquartier umbauen möchte.

## Geplante Modernisierungsmaßnahmen
Im Zuge der Konjunkturprogramme soll das Empfangsgebäude mit energetischen Maßnahmen durch die DB Station&Service AG saniert werden. Im Wartebereich werden auch neue Sitzmöglichkeiten und Informationsmedien installiert. In den kommenden Jahren plant die Deutsche Bahn, im Zuge eines Erneuerungsprogramms mehrerer Bahnstationen in Niedersachsen für rund 10 Millionen Euro, die Bahnsteige und Dächer des Osnabrücker Hauptbahnhofs grundlegend zu modernisieren.
Des Weiteren soll das dem Bahnhof angehörende und aus den 1960er Jahren stammende Relaisstellwerk der Bauart Sp Dr S 60 durch zwei elektronische Stellwerke („Osnabrück Hbf Po ESTW-UZ“ (HOOX) und „Osnabrück Hbf Pu ESTW-UZ“ (HOUX)) ersetzt werden. Diese ESTW sollen außerdem die umliegenden Stellwerke bis Lembruch und Natrup-Hagen bzw. Velpe und Wissingen ersetzen. Dies sind acht der Bauart Dr S 2, neben dem Hauptbahnhof fünf der Bauart Sp Dr S 60, zwei mechanische Stellwerke in Velpe aus dem Jahr 1950 und in Lemförde eines der Bauart Sp Dr S 600. Baubeginn für das ESTW HOOX (Strecke Bremen – Wanne-Eickel) war am 23. Mai 2016, es soll in vier Stufen von November 2017 bis Dezember 2019 in Betrieb genommen werden. Für das ESTW HOUX soll der Baubeginn 2019 sein, es soll im November 2020 (West) und im August 2021 (Ost) in Betrieb genommen werden. Beide ESTW sollen vor Ort bedient werden. Die Investitionssumme beträgt insgesamt 175 Millionen Euro. Neben den beiden ESTW-Z werden hierbei 13 ESTW-A sowie etwa 1200 Weichenantriebe und Signale eingebaut und 32 Weichen zurückgebaut, 9 Bahnübergänge erneuert und 17 Bahnübergänge angepasst.

### Terminal Ost
Die Stadt Osnabrück plant seit 1997 einen weiteren Ausgang des Bahnhofs mit der Bezeichnung „Terminal Ost“. Hierfür soll der von der Haupthalle zu Gleis 5 führende Bahnsteigzugangstunnel um 40 Meter zur Hamburger Straße verlängert werden. Der zusätzliche Ausgang soll die Stadtteile Fledder und Schinkel, insbesondere das Gewerbegebiet Hasepark und die geplante Stadterweiterung Lok-Viertel, ohne Umwege erreichbar machen und damit eine Entlastung der Verkehrssituation auf dem Bahnhofsvorplatz herbeiführen. Seit einem Besitzerwechsel im Jahr 2020 stehen die notwendigen Grundstücke für den Bau des Terminal Ost zur Verfügung.
Bei dem Ersatzneubau der Straßenbrücke Hamburger Straße ab 2022 wurde eine Bauvorleistung für den Ostausgang in Form eines rund 20 Meter langen Tunnels erstellt. Für die Fertigstellung des Terminal Ost fehlt somit noch die Verlängerung des Tunnels unterhalb der Bahnhofsgleise.

## Fahrgastzahlen
Den Hauptbahnhof nutzen täglich rund 20.000 Ein- und Aussteiger der verkehrenden Züge. Bei einer Zählung im Jahr 2011 wurde ein Durchschnitt von 18.996 Nutzern im Schienenpersonennahverkehr ermittelt. Seit dem Jahr 2002, in dem 9.582 Reisende im Schienenpersonennahverkehr pro Tag ermittelt wurden, ist die Zahl um 98 % angewachsen.

## Verkehrsanbindung

### Fernverkehr
Im Schienenpersonenfernverkehr wird Osnabrück Hbf von verschiedenen Intercity-Express-Linien bedient. Die beiden Intercity-Express-Linien ICE 42 und ICE 43 verdichten sich zwischen Hamburg und Dortmund gemeinsam zu einem Stundentakt. Stand: Fahrplanwechsel 2022/23
| Linie  | Linienverlauf | Takt                  | EVU            | Ebene |
| ------ | --- | --------------------- | -------------- | ----- |
| ICE 42 | Hamburg-Altona – Bremen – Osnabrück – Münster – Dortmund – Köln – Stuttgart – München | 120 min               | DB Fernverkehr | oben  |
| ICE 43 | Hamburg – Bremen – Osnabrück – Münster – Dortmund – Wuppertal – Köln – Frankfurt Flughafen – Mannheim – Karlsruhe – Freiburg – Basel SBB                                                                                 | 120 min mit Lücken    | DB Fernverkehr | oben  |
| EC 43  | Hamburg – Bremen – Osnabrück – Münster – Dortmund – Bochum – Essen – Duisburg – Düsseldorf – Köln – Bonn – Koblenz – Mainz – Mannheim – Karlsruhe – Baden-Baden – Freiburg – Basel – Zürich / Interlaken Ost             | zwei Zugpaare täglich | DB Fernverkehr | oben  |
| ICE 14 | Berlin – Wolfsburg – Hannover – Osnabrück – Münster – Essen – Düsseldorf – Köln | zwei Zugpaare täglich | DB Fernverkehr | oben  |
| IC 77  | Berlin Ostbahnhof – Berlin – Berlin-Spandau – Stendal – Wolfsburg – Hannover – Minden – Bad Oeynhausen / Bünde – Osnabrück – Rheine – Bad Bentheim – Hengelo – Deventer – Apeldoorn – Amersfoort – Hilversum – Amsterdam | 120 min               | DB Fernverkehr | unten |
| IC 77  | Berlin Ostbahnhof – Berlin – Stendal – Wolfsburg – Hannover – Minden – Bad Oeynhausen – Bünde – Osnabrück – Münster | ein Zugpaar täglich   | DB Fernverkehr | oben  |
| FLX 20 | Hamburg – Hamburg-Harburg – Bremen – Osnabrück – Münster – Gelsenkirchen – Essen – Duisburg – Düsseldorf – Köln | zwei Zugpaare         | Flixtrain      | oben  |

Daneben verbinden einzelne Fernverkehrszüge Osnabrück mit:
- Bludenz (Müller-Touristik Schnee-Express)
- Ostseebad Binz
- Westerland(Sylt)

### Nah- und Regionalverkehr

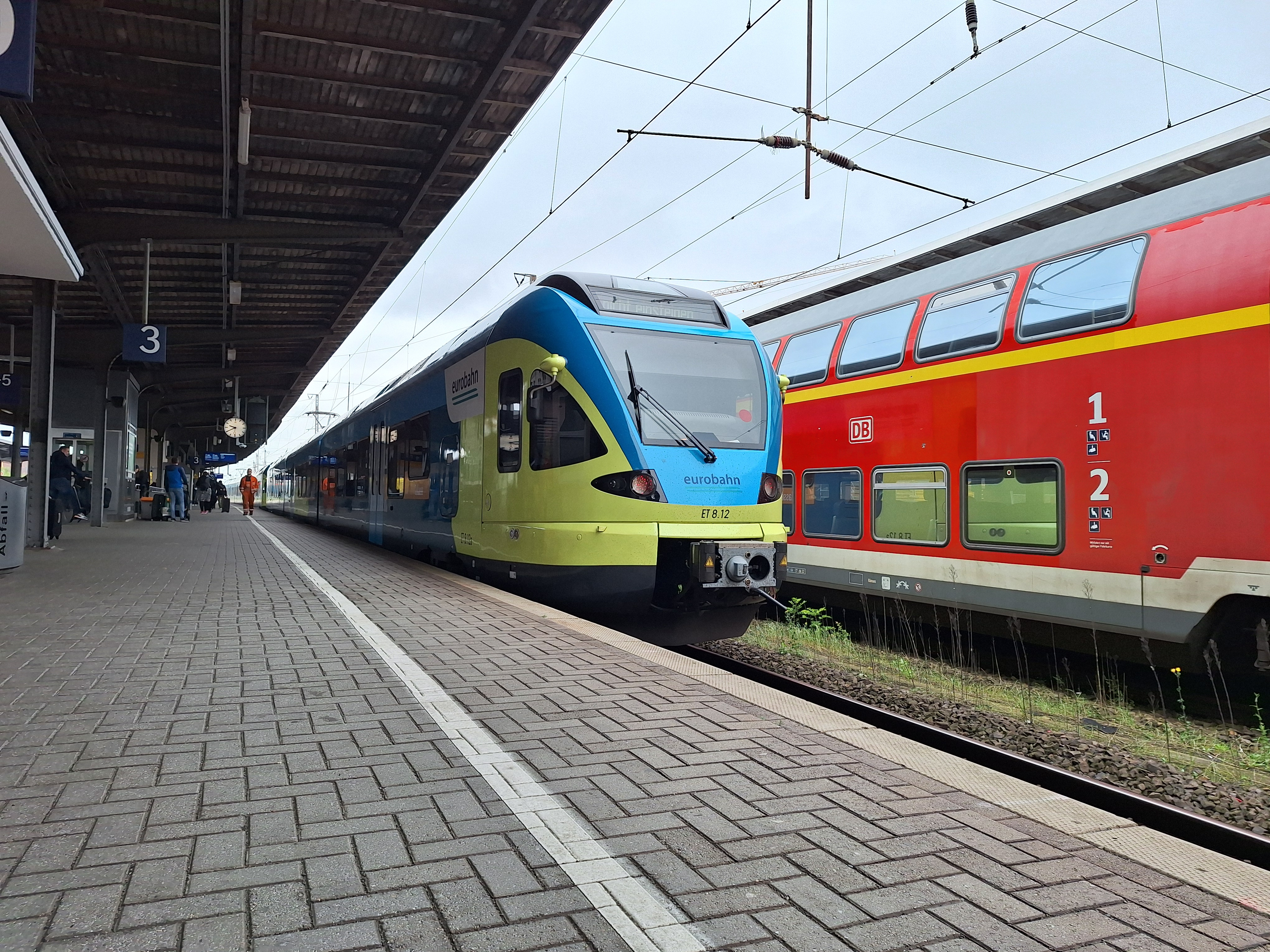
Eurobahn-Zug der Linie RB 66 in Osnabrück Hbf

| Linie                    | Linienverlauf | Takt                              | Betreiber     | Ebene |
| ------------------------ | --- | --------------------------------- | ------------- | ----- |
| RE 2                     | Rhein-Haard-Express: Osnabrück Hbf – Hasbergen – Natrup-Hagen (zweistdl.) – Lengerich (Westf) – Kattenvenne (zweistdl.) – Ostbevern – Westbevern – Münster (Westf) Hbf – (Münster-Albachten – Senden-Bösensell – Nottuln-Appelhülsen – Buldern –)* Dülmen – (Sythen –)* Haltern am See – (Marl-Sinsen –)* Recklinghausen Hbf – (Recklinghausen Süd –)* Wanne-Eickel Hbf – Gelsenkirchen Hbf – Essen Hbf – Mülheim (Ruhr) Hbf – Duisburg Hbf – Düsseldorf Flughafen – Düsseldorf Hbf * Halt nur einzelner Züge im Nachtverkehr Stand: Fahrplanwechsel Dezember 2023 | 60 min                            | DB Regio      | oben  |
| RE 9                     | Bremerhaven-Lehe – Bremerhaven Hbf – Osterholz-Scharmbeck – Bremen Hbf – Kirchweyhe – Syke – Bassum – Twistringen – Barnstorf – Diepholz – Lemförde – Bohmte – Osnabrück Hbf Stand: Fahrplanwechsel Dezember 2024 | 120 min 60 min (Bremen–Osnabrück) | DB Regio Nord | oben  |
| RE 18                    | Osnabrück Hbf – Bramsche – Quakenbrück – Cloppenburg – Oldenburg – Sande – Wilhelmshaven (werktags HVZ-Verstärkerzüge in Fahrplanlage der RB 58 mit Flügelung in Bramsche aufgrund begrenzter Streckenkapazität) (samstags vormittags ein Zugpaar, so genannter „Küstenexpress“ mit Zugtrennung/-zusammenführung in Sande. Ein Zugteil fährt durchgehend nach/von Esens.) | 60 min 30 min in der HVZ          | NordWestBahn  | unten |
| RB 58                    | Bremen Hbf – Bremen-Neustadt – Delmenhorst – Ganderkesee – Brettorf – Wildeshausen – Rechterfeld – Goldenstedt (Oldb) – Lutten – Vechta – Lohne (Oldb) – Mühlen (Oldb) – Steinfeld (Oldb) – Holdorf (Oldb) – Neuenkirchen (Oldb) – Rieste – Hesepe – Bramsche – Achmer – Halen – Osnabrück Altstadt – Osnabrück Hbf Stand: Fahrplanwechsel Dezember 2023 | 60 min                            | NordWestBahn  | unten |
| RE 60                    | Ems-Leine-Express: Rheine – Hörstel – Ibbenbüren-Esch – Ibbenbüren – Ibbenbüren-Laggenbeck – Osnabrück Altstadt – Osnabrück Hbf – Melle – Bünde (Westf) – Kirchlengern – Löhne (Westf) – Bad Oeynhausen – Porta Westfalica – Minden (Westf) – Bückeburg – Stadthagen – Haste (Han) – Wunstorf – Hannover Hbf – Lehrte – Hämelerwald – Vöhrum – Peine – Vechelde – Braunschweig Hbf Stand: Fahrplanwechsel Dezember 2021 | 120 min                           | WestfalenBahn | unten |
| RB 61                    | Wiehengebirgs-Bahn: Hengelo – Oldenzaal – Bad Bentheim – Schüttorf – Salzbergen – Rheine – Hörstel – Ibbenbüren-Esch – Ibbenbüren – Ibbenbüren-Laggenbeck – Osnabrück Altstadt – Osnabrück Hbf – Wissingen – Westerhausen – Melle – Bruchmühlen – Bünde (Westf) – Kirchlengern – Hiddenhausen-Schweicheln – Herford – Brake (b Bielefeld) – Bielefeld Hbf Stand: Fahrplanwechsel Dezember 2021 | 60 min                            | Eurobahn      | unten |
| RE 62                    | Ems-Werre-Express: Rheine – Ibbenbüren – Osnabrück Altstadt – Osnabrück Hbf – Melle – Bünde (Westf) – Kirchlengern – Löhne (Westf) Stand: Fahrplanwechsel Dezember 2023 | 120 min                           | DB Regio      | unten |
| RB 66                    | Teuto-Bahn: Osnabrück Hbf – Hasbergen – Natrup-Hagen – Lengerich (Westf) – Kattenvenne – Ostbevern – Westbevern – Münster (Westf) Hbf Stand: Fahrplanwechsel Dezember 2021 | 60 min                            | Eurobahn      | oben  |
| RB 75                    | Haller Willem: Osnabrück Hbf – Osnabrück-Sutthausen – Oesede – Kloster Oesede – Wellendorf – Hilter – Dissen-Bad Rothenfelde – Westbarthausen – Borgholzhausen – Hesseln – Halle (Westf) OWL-Arena – Halle (Westf) – Künsebeck – Steinhagen (Westf) – Steinhagen Bielefelder Straße – Quelle – Quelle-Kupferheide – Bielefeld-Brackwede – Bielefeld Hbf Stand: Fahrplanwechsel Dezember 2021 | 60 min                            | NordWestBahn  | oben  |
| Stand: 12. Dezember 2021 | |                                   |               |       |

#### Zukünftige Entwicklung und Ausbau
Tecklenburger Nordbahn
Der Nahverkehrsplan SPNV Westfalen-Lippe sieht die Wiederinbetriebnahme der Bahnstrecke Osnabrück–Westerkappeln–Recke im Personenverkehr vor.

### Sonderverkehre
Der Hauptbahnhof Osnabrück ist regelmäßig Ziel von Sonderfahrten verschiedener Vereine und Anbieter. So finden zur Zeit der Maiwoche oder des Weihnachtsmarktes Sonderfahrten des Teuto-Express über die Tecklenburger Nordbahn von Recke bzw. Mettingen statt.
Zur Landesgartenschau 2018 in Bad Iburg wurden verschiedene Sonderfahrten angeboten.

### Busverkehr

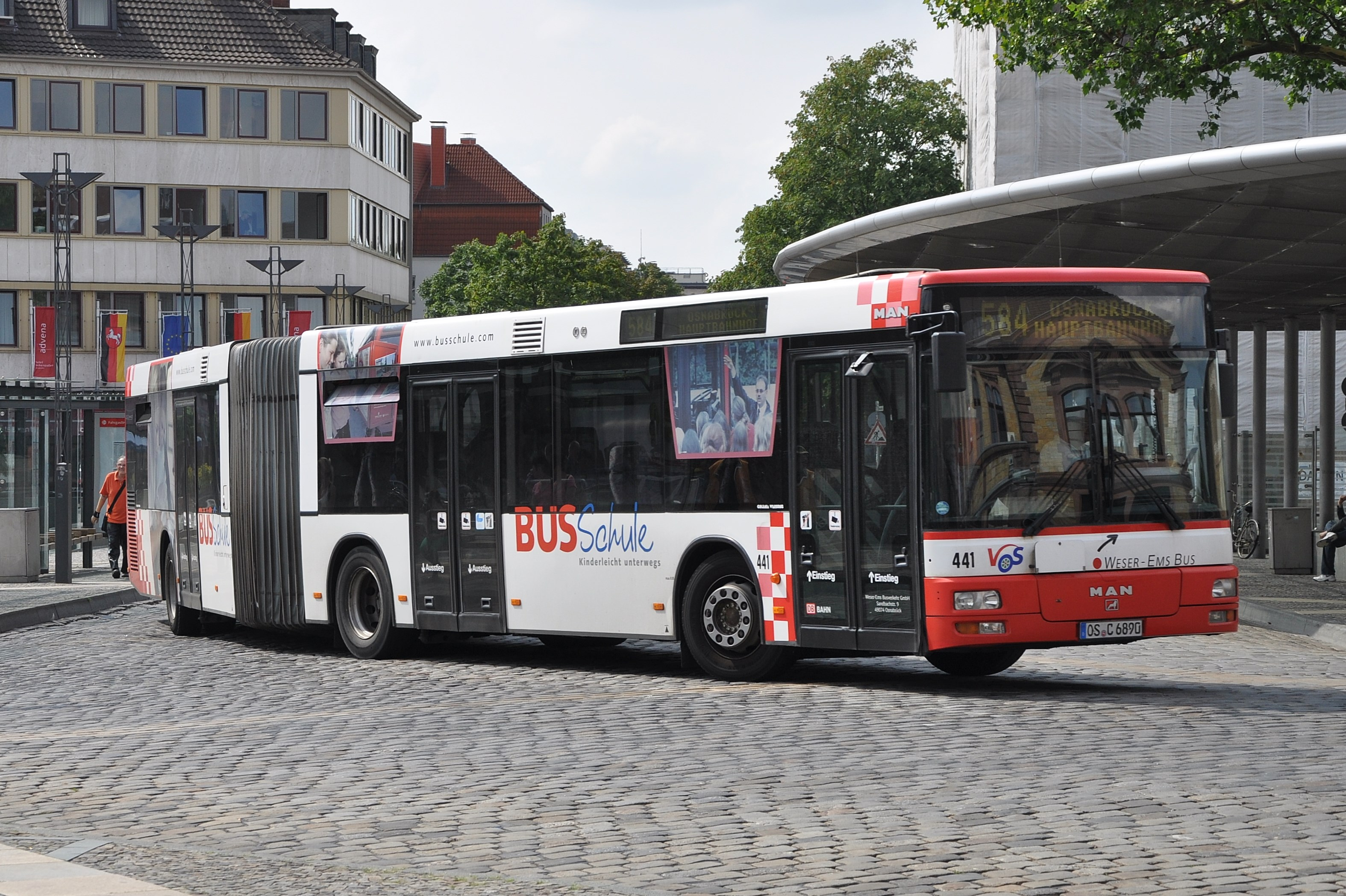
Regionalbus am Busbahnhof

Der Bahnhof ist über den vorgelagerten Busbahnhof mit Stadt- und Regionalbussen gut zu erreichen. Zentraler Umsteigepunkt im Busverkehr ist jedoch der Neumarkt (zwei Haltestellen entfernt).
Für den Busverkehr im Stadtgebiet und im Landkreis Osnabrück gilt der VOS-Tarif (Verkehrsgemeinschaft Osnabrück). Im gesamten öffentlichen Personennahverkehr in Osnabrück und in Richtung Münsterland kann auch der Westfalentarif genutzt werden. Für die Bahnstrecke Haller Willem gilt ein Verbundtarif (VOS-Plus) und ein Übergangstarif nach Bielefeld zum Tarifverbund Westfalentarif. Tarifraumüberschreitend für NRW gibt es den NRW-Tarif.

## Weitere Bahnhöfe in Osnabrück
Weitere Bahnhöfe für den Personenverkehr in Osnabrück sind:
- Osnabrück Altstadt (vormals Osnabrück-Hasetor) (Richtungen Bramsche – Oldenburg – Wilhelmshaven, Bramsche – Vechta – Bremen, Melle – Bünde – Bielefeld, Melle – Bünde – Hannover – Braunschweig und Ibbenbüren – Rheine – Bad Bentheim – Hengelo), sowie
- Osnabrück-Sutthausen (Richtung Halle – Bielefeld).

Die Bahnhöfe Osnabrück-Eversburg, Osnabrück-Lüstringen, der Bremer Bahnhof und der Hannoversche Bahnhof werden nicht mehr bedient.
Der Bahnhof Osnabrück-Hörne ist ein reiner Betriebsbahnhof.
Der Bahnhof Osnabrück-Piesberg ist ein ehemaliger Zechenbahnhof (Zeche Piesberg) und wird von den Osnabrücker Dampflokfreunden für Museumsfahrten genutzt.
Es gibt Planungen, einen neuen Bahnhof am Osnabrücker Rosenplatz zu bauen. Hier soll dann die RB 75 (Bielefeld – Halle (Westf.) – Osnabrück Hbf) halten.